# دموکراسی صنعتی

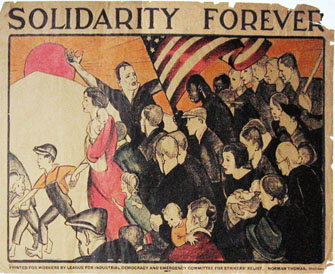
دموکراسی صنعتی

دموکراسی صنعتی (انگلیسی: Industrial democracy) روشی است که کارکنان را در تصمیم‌سازی وارد می‌کند و مسئولیت و اقتدار را در محیط کار تقسیم می‌کند.